# Gardehusarkasernen i Næstved
Gardehusarkasernen i Næstved var en kaserne på Skyttemarksvej 137 i Næstved opført 1938-1940 ved arkitekt Georg Pfaff og kaptajn Georg Ehrenskjold fra Hærens Bygningstjeneste.
Den 31. marts 2003 strøg Gardehusarregimentet flaget og forlod kasernen til fordel for Slagelse. Kasernen var allerede i 2001 blevet købt af Næstved Kommune, der dog først havde brugsret over kasernen fra den 1. april 2003.
| Militær | Spire Denne artikel om militær er en spire som bør udbygges. Du er velkommen til at hjælpe Wikipedia ved at udvide den. |

55°13′51.7″N 11°47′33.25″Ø / 55.231028°N 11.7925694°Ø